# Jean Desforges
Jean Desforges, född 4 juli 1929 i Forest Gate i Storlondon, död 25 mars 2013 i Welwyn i Hertfordshire , var en brittisk friidrottare.
Desforges blev olympisk bronsmedaljör på 4 x 100 meter vid sommarspelen 1952 i Helsingfors.